# اندرو چونگ
اندرو چونگ (انگلیسی: Andrew Cheung؛ زادهٔ ۲۴ سپتامبر ۱۹۶۱) قاضی اهل هنگ کنگ و رئیس دادگاه تجدیدنظر نهایی هنگ کنگ است که به عنوان سومین رئیس دادگاه تجدیدنظر نهایی خدمت می کند. وی پیش از این قاضی دائم همان دادگاه بود.او مدرک کارشناسی ارشد حقوق از دانشکده حقوق هاروارد در ایالات متحده داردو مدت کوتاهی پس از فارغ التحصیلی به صورت پاره وقت به عنوان مدرس در دانشکده حقوق دانشگاه هنگ کنگ خدمت کرده است.